# Katedrála Panny Marie (Braga)
Katedrála Panny Marie je římskokatolická katedrála ve městě Braga v severní části Portugalska.
Katedrála byla vybudována po roce 1070. Původně románská stavba byla v průběhu času obohacena o gotické, renesanční a barokní prvky. Jsou zde pohřbeni Jindřich Burgundský a Tereza Kastilská, rodiče prvního portugalského krále.